# Ходош, Инесса Александровна
Ине́сса Алекса́ндровна Хо́дош (15 августа 1922, Минск — 29 апреля 1995, Москва) — советский историк, библиограф, библиотековед, организатор информационно-библиотечной деятельности.

## Биография и научная деятельность
Родилась в 1922 году в Минске, в семье белорусского профсоюзного и государственного деятеля А. А. Ходоша. В 1946 году окончила исторический факультет Московского государственного университета им. М. В. Ломоносова. В 1946—1953 годах работала референтом Ф. А. Ротштейна, а также в секретариате главной редакции «Истории Гражданской войны». Кандидат исторических наук (1955).
С 1953-го по 1987 год работала в Фундаментальной библиотеке общественных наук АН СССР. Участвовала в создании Института научной информации по общественным наукам АН СССР. В 1967—1968 годах — заместитель директора по научной работе (после кончины З. К. Эггерт). После смерти В. И. Шункова, с 7 февраля 1968-го по 19 февраля 1970 года исполняла обязанности директора ИНИОН. В 1970—1987 годах — заместитель директора ИНИОН. В 1976 году, после вступления в строй в ИНИОНе вычислительного центра, руководила процессом проектированием логистики обработки информационных материалов (разработка последовательности операций подразделений Института, участвующих в системе).
Автор работ по истории Африки, проблемам информации в области общественных наук, вопросам библиографического обслуживания.
Награждена Орденом Трудового Красного знамени и медалями.

### Книги
- Ходош И. А. Либерия: исторический очерк. — М.: Изд-во восточн. лит., 1961. — 59 с.

### Статьи
- Ходош И. А. Из истории проникновения американских монополий в Либерию (1924—1933 гг.) // Вопросы истории : журнал. — М., 1960. — № 8.
- Ходош И. А. Научная библиография на службе исторической науки // Вопросы истории : журнал. — М., 1965. — № 9.
- Ходош И. А. О научной работе ФБОН в области библиографии: Состояние и задачи // Библ.-библиогр. информация б-к АН СССР и союзн. респ. — М., 1966.

### Другое
- Библиографические обзоры: история и экономика / ред. И. А. Ходош. — М.: Наука, 1965. — 84 с.
- Советский Союз в годы Великой Отечественной войны (июнь 1941 — сентябрь 1945 г.) : Указатель советской литературы за 1941—1967 гг. / АН СССР. Ин-т науч. информ. по обществ. наукам. Ин-т истории СССР, Ин-т воен. истории М-ва обороны СССР ; отв. ред.: Г. М. Марковская, И. А. Ходош. — М.: Наука, 1977. — 690 с. — (К 30-летию победы Советского Союза в Великой Отечественной войне).